# Kuressaare
Kuressaare là thành phố lớn thứ 11 tại Estonia. Đây là thủ phủ hạt Saare. Thành phố có dân số 14.926 người (2010).
Thành phố nằm bên bờ vịnh Riga, có sân bay Kuressaare. Lâu đài các giám mục thời trung cổ, lâu đài Kuressaare nay là bảo tàng khu vực Saaremaa. Lâu đài đã được xây dựng vào gỗ giữa 1338 và 1380, mặc dù các nguồn khác cho rằng pháo đài lần đầu tiên được xây dựng ở Kuressaare lần đầu là vào năm 1260. Năm 1968, kiến trúc sư Kalvi Aluve bắt đầu nghiên cứu về lâu đài Kuressaare. Hàng năm các buổi biểu diễn âm nhạc thính phòng được tổ chức vào mùa hè. Tòa thị chính ban đầu đã được xây dựng vào năm 1654, và khôi phục, giữ lại tính năng cổ điển phong cách kiến trúc Baaroque lần cuối phục dựng trong những năm 1960 với cầu thang dolomite ở phía trước.  Nhà thờ St Nicolaus được xây dựng vào năm 1790.
Kuressaare có câu lạc bộ bóng đá FC Kuressaare.

## Lịch sử
Kuressaare đầu tiên xuất hiện trên bản đồ khoảng 1154. Đảo Saaremaa (tiếng Đức, tiếng Thụy Điển: Osel) bị chinh phục bởi kị sĩ đoàn bảo kiếm dưới sự chỉ huy của Volkin của Naumburg, sáp nhập với các hiệp sĩ Teuton. Các tài liệu đầu tiên về lâu đài (ARX aquilae) có được tìm thấy trong văn bản tiếng Latinh được viết năm 1381 và 1422. Thành phố xung quanh pháo đài phát triển mạnh mẽ sau khi xây dựng tòa lâu đài. 